# Килим

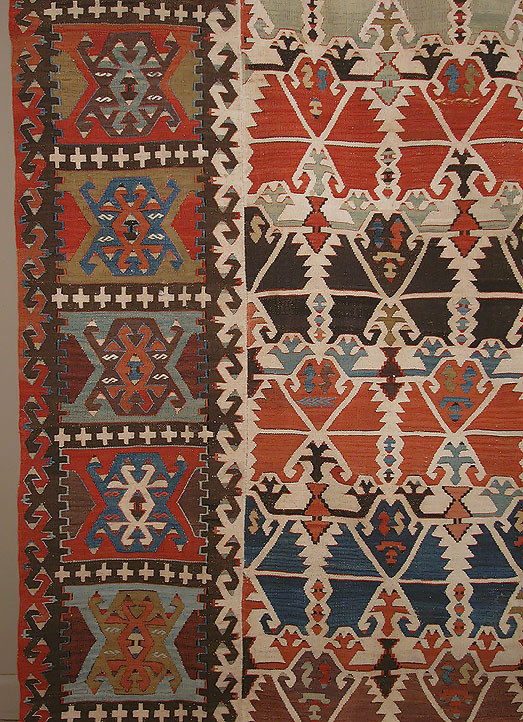
Хотамис Килим (деталь), центральная Анатолия, начало XIX века

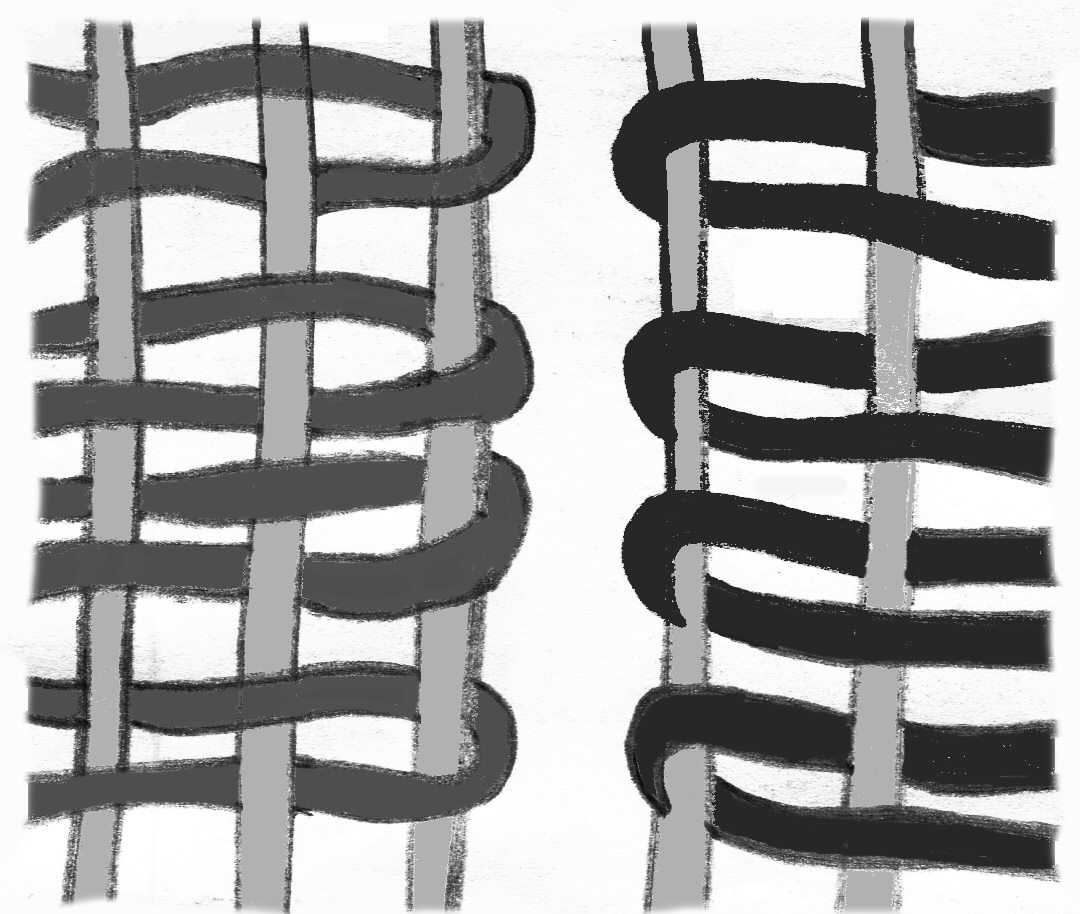
Диаграмма техники плетения с разрезом килима, показывающая, как уточные нити каждого цвета отматываются от границы цвета, оставляя щель

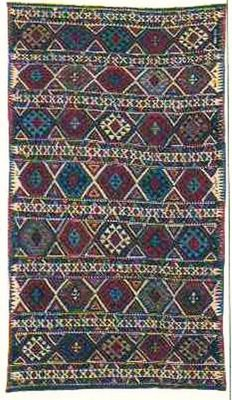
Килим из Азербайджана. Ширванская школа. XIX век.

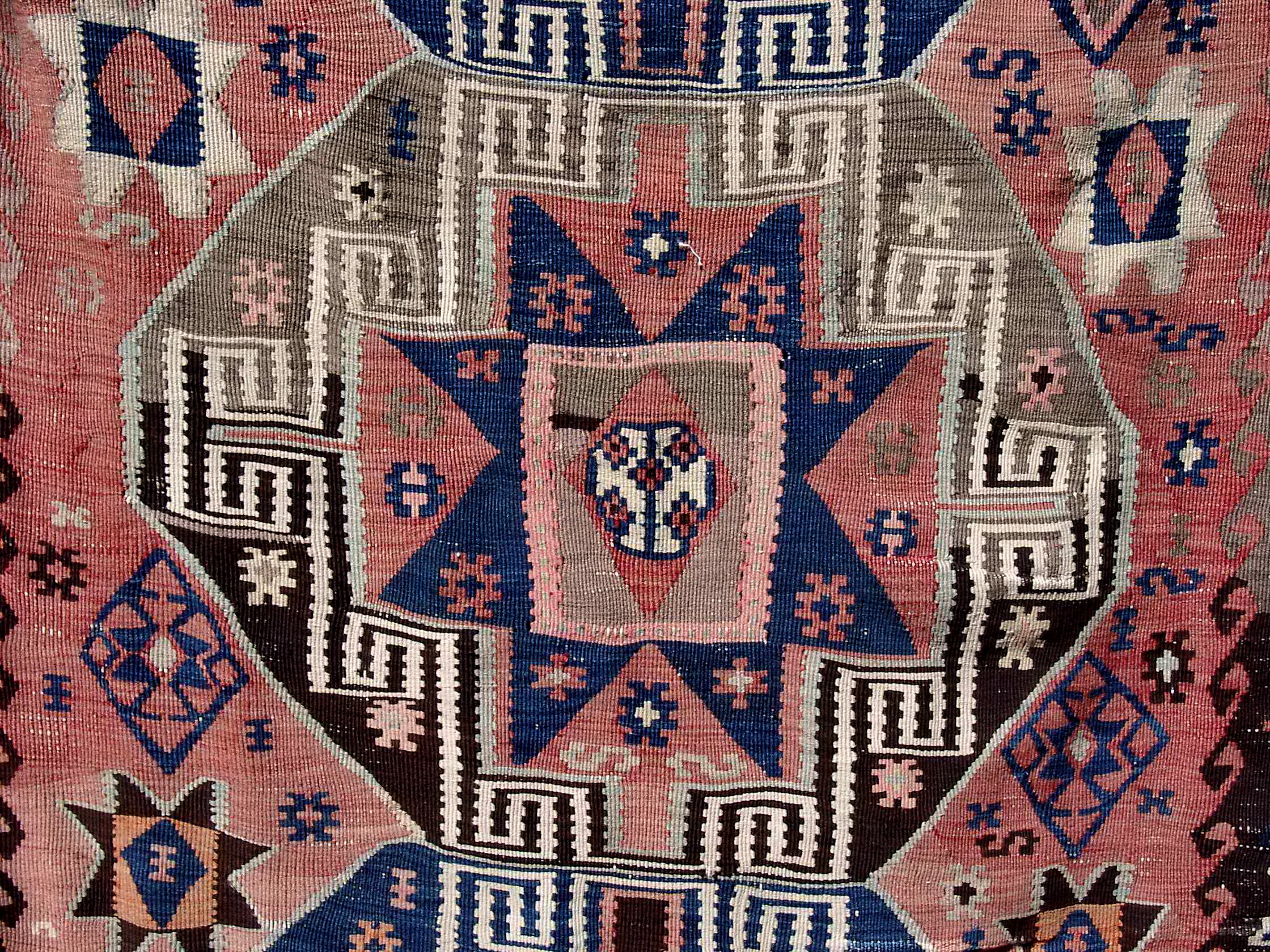
Фрагмент турецкого килима, иллюстрирующий использование нескольких мотивов

Килим — тканый гладкий двусторонний ковёр ручной работы. Основа любого ковра также называется килимом.

## История
Килим берёт своё начало в Древней Персии (нынешний Иран). Известно, что именно на территории этого государства приблизительно 2500 лет назад был соткан первый восточный ковёр (в переводе с персидского «гилим» или турецкого «килим» — «грубо сделанное одеяло»). Самое древнее изделие, сохранившееся до наших дней, было создано мастерами около 2000 лет назад. Найдено оно было русским археологом С. Руденко в 1949 году во время археологических раскопок в Сибири и представляло собой шерстяное полотно с изображением диких животных. В настоящий момент это произведение ковроделов древности хранится в Эрмитаже. Позже килимы получили широкое распространение и вжились в быт в странах Европы (производство распространено в Польше, Болгарии). На территории стран бывшего СССР наиболее известны молдавские и украинские, туркменские и узбекские килимы.
Поскольку издревле ткались килимы в народе и в основном для собственных нужд, орнаменты килимов перекликаются с бытом, традициями, жизнью и вероисповеданием простого народа.
Широко распространёнными являются килимы из шерсти, например в Большой советской энциклопедии килим обозначен именно как шерстяной безворсовый двусторонний ковёр ручной работы. Но встречаются килимы и из хлопка, из нежного шёлка (персидские) либо с добавлением шёлка, и напротив, из грубой пеньки и льняных нитей. С развитием технологий стали использовать синтетические материалы акрил, нейлон, вискозу.

## Современная технология
С древних времён технология изготовления практически не изменилась. Ткут килимы на вертикальных и горизонтальных станках. Вертикальные станки представляют собой деревянные рамы с натянутыми нитями основы, такие станки позволяют мастерам вручную, очень гибко работать с линиями и цветом рисунка, поэтому на рамах чаще ткут живописные килимы с растительным орнаментом и цветочными узорами (на таких же станках ткали французские шпалеры, мильфлёры и гобелены). Горизонтальные механические и полумеханические станки более удобны для изготовления килимов с геометрическим орнаментом.
Слово килим перекочевало и в украинский язык (правильное произношение — кылым), означает «ковёр» и служит обозначением любому ковру, будь он гладким или ворсовым, тканым, набивным или плетёным, украинским или персидским.
Однако в России, слово «килим» часто служит названием именно украинским гладким двусторонним коврам с народным орнаментом. Это название давно и надёжно укоренилось даже в профессиональных кругах.
Килимы служат украшением интерьера, напольными и настенными покрытиями, создают атмосферу домашнего тепла и уюта, из килимов шьют мешки и сумки, фрагменты килимов украшают верхнюю одежду и даже женские аксессуары и бижутерию.